# Naolinco (municipalité)
La municipalité de Naolinco est l'une des 212 municipalités de l'État de Veracruz, et est située dans la partie centrale de cet État. Située à l'ouest du golfe du Mexique, la municipalité est assise sur les contreforts de la Sierra Madre orientale, elle fait partie du bassin versant du fleuve Río Actopan. Son chef-lieu est la ville éponyme de Naolinco de Victoria. Elle appartient à la région administrative de Capital, qui est une des 10 subdivisions administratives de l'État de Veracruz, et qui comprend la capitale étatique, Xalapa.

## Géographie
La municipalité de Naolinco s'étend du nord-ouest au sud-est dans le bassin versant du fleuve Río Actopan, et est traversée par la rivière Río Naolinco, qui forme à deux reprises sa limite sud, tandis que le Río Sedeño passe légèrement plus au sud. Tous deux sont des affluents du fleuve Río Actopan. Assise sur les contreforts de la chaîne de montagnes de la Sierra Madre orientale, son altitude oscille entre 600 et 1 920 mètres. Son chef-lieu, la ville de Naolinco de Victoria, se situe dans la partie nord-ouest de son territoire, sur la rive orientale de la rivière Río Pies, prolongement nord du Río Naolinco. Son territoire couvre une superficie de 108,8 km2, et était peuplé en 2020 de 22 835 habitants, pour une densité de 209,9 km2.
Cette municipalité est limitrophe au nord de celles de Tepetlán, d'Acatlán et de Miahuatlán, à l'ouest de celles de Tonayán et de Coacoatzintla, au sud de celles de Jilotepec, de Xalapa, d'Emiliano Zapata et d'Actopan, et à l'est de celle d'Alto Lucero de Gutiérrez Barrios.

## Composition et démographie
La municipalité était composée en 2020 de 38 localité, dont une seule était considérée comme urbaine, les autres étant rurales.
| Localité                       | Population |
| ------------------------------ | ---------- |
| Naolinco de Victoria           | 9 554      |
| El Espinal                     | 2 050      |
| San Pablo Coapan               | 1 712      |
| San Marcos Atesquilapan        | 1 677      |
| Fraccionamiento de los 4 Soles | 1 576      |
| Reste des localités            | 6 266      |
| Total localité                 | 22 835     |

En plus de l'espagnol, plusieurs langues amérindiennes sont parlées dans la municipalité, dont les principales sont par ordre d'importance : le nahuatl, totonaque, mixtèque, zapotèque.

## Histoire
Naolinco existait déjà à la période période préhispanique et appartenait au peuple des totonaques.
En 1526 sont fondées les localités de San Pablo Coapan, San Pedro Tonayán et Paxtepec, tandis que l'église paroissiale de Naolinco est fondée au milieu du XVIe siècle.
Durant la guerre d'indépendance du Mexique, Naolinco est le centre des insurgés, et Guadalupe Victoria y tient un poste d'observation, établit sur une hauteur.
En 1892, les municipalités d'Aguasuelos, de Coapan et d'Atexquilapán sont absorbés par Naolinco.
En 1910, la localité Naolinco est élevée au rang de ville (ciudad) et prend le nom de Naolinco de Victoria, en l'honneur de Guadalupe Victoria.

## Économie

### Agriculture et élevage
La superficie des parcelles semées représentait en 2019 une surface totale de 2 668 hectares, parmi lesquels 1 194 hectares étaient voués à la culture de la canne à sucre, 976 hectares étaient voués à la culture du caféier, et 427 hectares étaient voués à celle du maïs.
En 2020, la production de viande par tonnes comprenait 427,5 tonnes de viande bovine, 265,4 tonnes de viande porcine, 22,8 tonnes de viande ovine, 7,8 tonnes de viande caprine, 32,1 tonnes de volailles, et 3,8 tonnes de dinde. La superficie vouée à l'élevage représentait alors 3 864 hectares.